# Ян Щепанський (соціолог)
Ян Щепанський (Щепаньський, пол. Jan Szczepański) (14 вересня 1913, Устронь — 16 квітня 2004, Варшава) — польський соціолог, професор гуманітарних наук, професор, ректор Лодзького університету (1952–1956), професор Військово-політичної академії ім. Ф. Дзержинського, дійсний член Польської академії наук (далі — ПАН). Його праці присвячені теорії та історії соціології і дослідженням трансформації соціальної структури.

## Життєпис

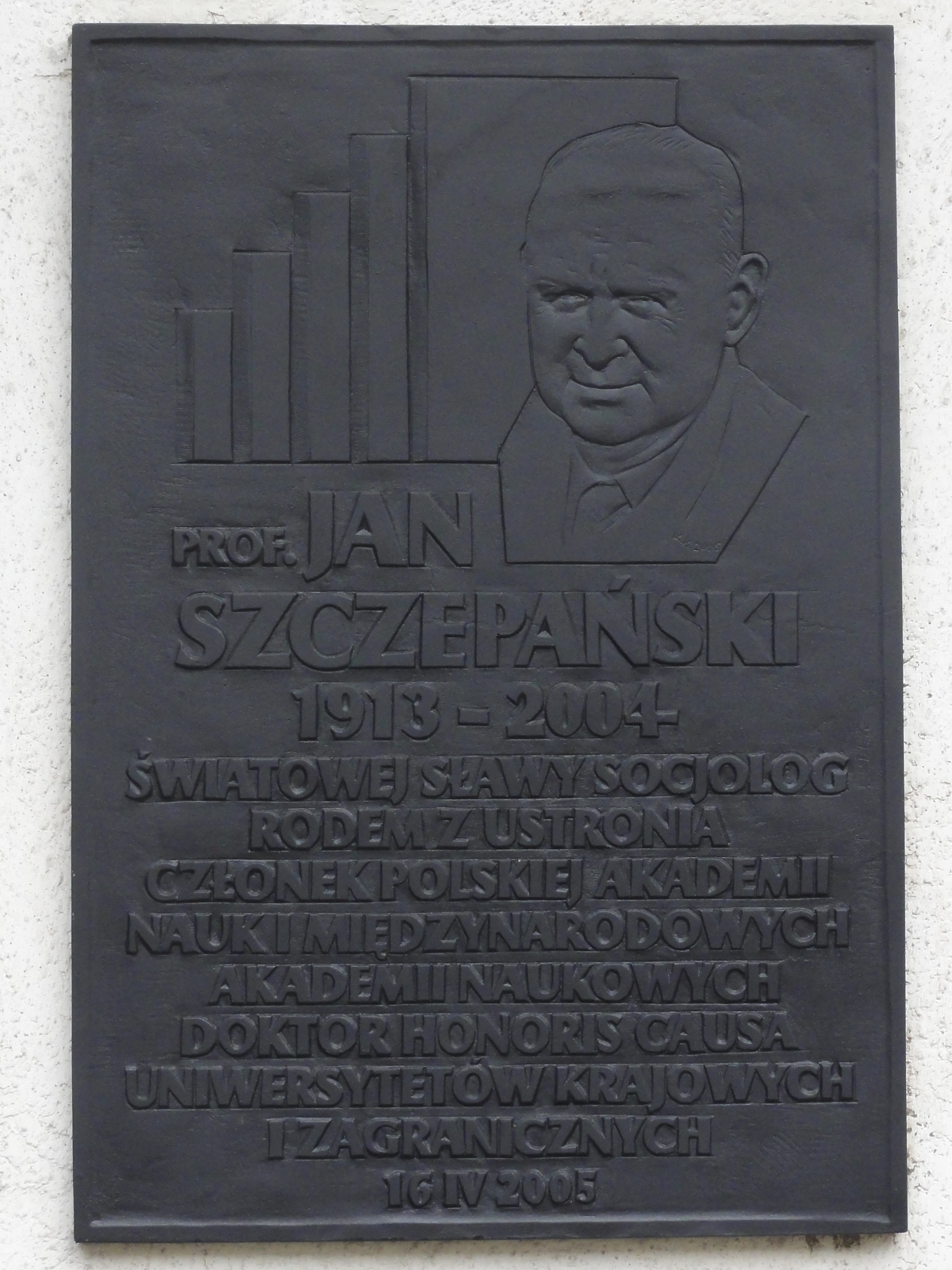
Меморіальна таблиця, присвячена Яну Щепанському, на будинку Устроньського музею

Народився в 1913 році в м Устронь Цешинського повіту Сілезького воєводства у сім'ї селянина.
Навчався і отримав докторський ступінь 1939 року у Познанському університеті. Працював у цьому виші асистентом Флоріана Знанецького.
Під час Другої світової війни 1939—1945 був на військовій службі, потім вивезений на примусові роботи до Німеччини та Австрії. Після закінчення війни деякий час перебував у таборах для переміщених осіб.
Після війни повернувся на Батьківщину, в 1945–1970 роках працював у Лодзькому університеті. В 1951-му став професором, a в 1952–1956 роках — ректором цього вишу.
Протягом багатьох років Ян Щепанський був співробітником, у 1956 році керівником Департаменту емпіричних соціологічних досліджень, у 1968–1970 роках також працював директором Інституту філософії та соціології ПАН.
Був підписантом так званого «Листа 34-х», у якому польські інтелектуали та дисиденти виступили проти обмежень на виділення паперу на друк книжок та журналів, а також проти загострення цензури в пресі у ПНР (1964) і, одночасно, листа до «The Times», в якому стверджувалося, що в Польщі не було репресій i дискредитації «Radio Wolna Europa».
В 1966–1970 — президент Міжнародної соціологічної асоціації.

### Наукова діяльність
З 1964 — член-кореспондент, а з 1970 року — дійсний член Польської Академії наук. Із 1972 р. був дійсним членом Американської академії мистецтв і наук та Фінської Академії наук і літератури, з 1975 р. — Американської Національної академії освіти.
В 1971–1980 рр. був віце-президентом ПАН, a в 1971–1973 р. Головою Комітету експертів з розробки Доповіді про стан освіти. В 1974 р. отримав Державну премію І ступеня. В 1981 р. він став одним із засновників Польського дитячого фонду, а потім був його головою і почесним головою.

### Депутат
Ян Щепанський був депутатом Сейму ПНР в 1957—1961 і 1972—1985 рр., членом Державної ради (1977—1982), головою соціально-економічної ради в Сеймі (1982–1985), а також членом Ради літніх людей, інвалідів та недієздатних осіб Ради Міністрів (1982—1991). У 1974 р. обраний до складу Ради Товариства польсько-радянської дружби. В 1983 р. обраний до складу Національної ради Товариства польсько-радянської дружби.
В 1988–1990 роках — член Ради охорони пам'яті боротьби і мучеництва.
В 1982-му пішов у відставку. Член Консультативної ради Голови Державної ради ПНР Войцеха Ярузельського.
Польський соціолог отримав звання почесного доктора таких університетів:
- Університету в Брно (1969),
- Лодзького університету (1973),
- Варшавського університету (1973),
- Сорбонни (1980),
- Сілезького університету в Катовицях (1985).

### Останні роки
На його 80-річчя міська рада м. Устронь вперше в історії присвоїла йому звання почесного громадянина Устроня. 2 листопада 1998-го Указом Президента Кваснєвського пан Щепанський нагороджений Великим Хрестом ордена Відродження Польщі.
Помер Ян Щепанський 16 квітня 2004-го у Варшаві. В квітні 2012 року йому було споруджено пам'ятник в центрі Устроня біля міської бібліотеки.

## Соціологічний доробок
Ян Щепанському належать праці з теоретичної соціології, історії соціології, соціології вищої освіти, соціальної структури польського суспільства. Він був організатором прикладних соціологічних досліджень у ПНР. Із 1958 р. керував виданням «Дослідження робітничого класу й інтелігенції» (пол. "Z badán klasy robotniczej i inteligencji ", t. 1–24, 1959–1966).
На основі свого курсу лекцій видав книгу «Елементарні поняття соціології» (пол. Elementarne pojęcia socjologii, 1963), яка виконувала роль підручника з соціології. Польський соціолог досліджує соціальні відносини та суспільні форми, в яких вони об'єктивуються: соціальні інституції, соціальні групи та спільноти, соціальні процеси, що є результатом змін у соціальних відносинах. Як предмет соціології Щепанський виділяє в системі всіх суспільних відносин особливу область соціального життя, котра не є тотожною зі сферами економічного, політичного та духовного життя суспільства, а пов'язана з ними або як зі своєю основою, або як зі своїм продуктом.
Книга Яна Щепаньського «Соціологія. Розвиток проблематики та метод» (пол. "Socjologia. Rozwoj problematyki i metod", 1961) є першою в польській соціологічній літературі спробою створити підручник із історії соціології. Польський учений у ній прослідковує розвиток основних соціологічних шкіл і напрямків відповідно до прийнятих у них онтологічних і методологічних передумов.
Результатом багаторічної педагогічної й організаторської діяльності Яна Щепанського на ниві вищої освіти є його праця «Соціологічні аспекти вищої освіти» (пол. "Socjologiczne zagadnienia wyzszego wyksztalczenia", 1963). Вона ґрунтується на емпіричних дослідженнях і є розробкою теорії виховання у вишах. Основним положенням цієї теорії є поняття «виховних відносин» між професурою та студенством, яке включає виконання взаємних обов'язків. Ян Щепанський аналізує сукупність умов, які забезпечують успішне здійснення завдань вищої освіти.

## Найважливіші праці
- пол. Inteligencja i społeczeństwo (Інтелект і суспільство, 1957)
- пол. Socjologia. Rozwój problematyki i metod (Соціологія. Розвиток проблематики та метод, 1961)
- пол. Elementarne pojęcia socjologii (Елементарні поняття соціології, 1963)
- пол. Socjologiczne zagadnienia wyższego wykształcenia (Соціологічні аспекти вищої освіти, 1963)
- пол. Rozważania o Rzeczypospolitej (Роздуми про Річ Посполиту, 1971)
- пол. Raport o stanie oświaty (Рапорт про стан освіти, 1973)
- пол. Zmiany społeczeństwa polskiego w procesie uprzemysłowienia (Зміни в польському суспільстві в процесі індустріалізації, 1974)
- пол. Sprawy ludzkie (Людські справи, 1978)
- пол. Konsumpcja a rozwój człowieka (Споживання і людський розвиток, 1981)
- пол. Polska wobec wyzwań przyszłości (Польща та виклики майбутнього, 1987)
- пол. O indywidualności (Про індивідуальність, 1988)
- пол. Polskie losy (Польські долі, 1993)
- пол. Wizje naszego czasu (Бачення нашого часу, 1995)